# Musique srilankaise
 (février 2025).
La musique srilankaise est intimement liée à la musique indienne toute proche, mais aussi à la musique portugaise en vertu de son passé colonial. On y retrouve ainsi la musique carnatique côtoyant des cantigas et des ballades. Les Portugais ont en outre apporté avec eux des esclaves noirs d'Afrique (Cafres et Burghers) qui ont eux aussi emmené leurs traditions musicales créoles appelées baila. Les Britanniques venus plus tard ont à leur tour également apporté leur influence.
Il existe ainsi parallèlement à une musique d'inspiration bouddhique, une importante tradition de théâtre musical ancien inspirée à la fois du Ramayana hindou et du christianisme.

## Musique religieuse
Bien qu'il existât du Ier au XIIIe siècle un ensemble pancatûrya nâda consacré aux musiques rituelles bouddhiques et de cour, l'influence du bouddhisme theravāda est encore sensible au Sri Lanka par l'importante musique percussive hêvesi déployée à l'occasion des célébrations. L'ensemble sinhârakkâra comprend un hautbois horanâva et deux tambours daula et tammâtta ; il sert autant dans le temple qu'à l'extérieur, lors de processions notamment.
Le kavikâra est un ensemble musical autrefois consacré à la cour, mais depuis 1815, il est consacré aux rituels bouddhiques, notamment lors de l'exposition de reliques. Il pratique une musique panégyrique en même temps et « à l'ombre » d'un ensemble hévesi. Il est composé de percussionnistes héréditaires, jouant de deux tambours udákki, de la cymbale tâlampota et de la clochette pantêruva. Les chanteurs s'obligent à chanter bas et au besoin changent les paroles par des non-sens ou distordent leur voix. Tout est fait pour garder cette production musicale, secrète.

## Musique savante
Les deux genres majeurs de musique savante pratiqués sur l'île, que sont la musique carnatique et la musique hindoustanie, ont exercés une influence importante dans les sphères intellectuelles, culturelles et politiques du Sri Lanka, malgré une présence récente dans l'histoire du pays, une origine étrangère et une popularité limitée. Entre le XIXe siècle et le XXe siècle, une « ethnicisation » des pratiques musicales s'est opérée avec l'essor de mouvements culturels et idéologiques importants parmi les groupes sociaux dominants de Ceylan, qui s'approprient et légitimisent la pratique de l'un ou l'autre de ces genres musicaux, en tant qu'élément identitaire,.

### Musique carnatique
La musique carnatique du sud de l’Inde est pratiquée dans le nord de l'île. Cependant, cette musique des râgas est assez discrète et ne bénéficie pas d'une grande popularité.
Elle est introduite sur l'île au XVIIIe siècle par les Nattukottai Chettiars, des marchands immigrés indiens, mécènes d'artistes qu'ils font venir de leur pays. C'est à partir de la fin du XIXe siècle et surtout durant le XXe siècle que ce genre musical est popularisé parmi les srilankais. Notamment par l'élite tamoule srilankaise qui connaissait alors un mouvement culturel important, parfois connu sous le nom de Hindu Revivalism ou « Renouveau hindou »,,, et qui vit un certain nombre de personnes s'intéresser à la musique carnatique et partir s'y former en Inde,, notamment à Madras. Avec ce mouvement, la musique carnatique était devenue un apanage de la « Haute-Culture » bourgeoise colomboise puis jaffnaise,, où l'éducation à la musique fut élevé au rang d'attente et de signe de bonne éducation pour les jeunes filles,,. La musique sud-indienne, fortement valorisée dans les années 1920 et 1930 en tant que musique par excellence des tamouls, remplace progressivement à partir du milieu des années 30, l'enseignement de la musique classique occidentale dans la plupart des établissements d'enseignement de la péninsule jaffnaise.  
L'essor de la musique carnatique dans les communautés tamoulophones srilankaises s'est faite au détriment des pratiques et traditions musicales antérieures. Telles que celles autour du parai srilankais (à distinguer du parai sud-indien), un instrument à percussion propre à certaines communautés, dont la perception a été avilie et la place dans les usages rituels et sociaux perdus au profit du thavil et du nadhaswaram. 
La musique carnatique a toutefois eu une influence notable sur un certain nombre de pratiques musicales vernaculaires de l'ensemble de l'île, dont le nadagam.

### Musique hindoustanie
La musique hindoustanie (appelée ragadari music) du nord de l’Inde est aussi pratiquée dans le pays, à petite échelle, depuis la visite de Rabindranath Tagore en 1934.
Elle est introduite sur l'île au XIXe siècle, dans un contexte d'accroissement des échanges avec l'Inde en raison de la colonisation britannique commune aux deux territoires. Son arrivée est créditée à des troupes de théâtres bombaïotes (genre du Parsi theatre) en tournées artistiques à Ceylan, dont la popularité des productions nourrit l'émergence du nruthya ou nurthi, genre théâtral et musical srilankais lancé par C. Don Bastian. Ce nouveau genre continué par le dramaturge John de Silva, diffuse la musique nord-indienne et participe à sa valorisation comme musique « authentiquement » singhalaise,. 
Anagarika Dharmapala, grande figure du Buddhism Revival ou « Renouveau bouddhiste », proche de la famille Tagore, encourage les artistes cinghalais à accepter la direction et l'autorité de Tagore. De nombreux et éminents musiciens cinghalais partent ainsi étudier à l'école des arts de Santinikethan en Inde (d'autres partent aussi étudier à l'école Bhatkhande de Lucknow), entre les années 1930 et 1950, et donneront à la musique hindoustanie une influence importante sur la musique srilankaise,,. Cette influence continue également via les réinterprétations par le genre filmi des productions cinématographiques bollywoodiennes, qui connaissent une forte diffusion facilitée par la station de radio Radio Ceylon.
La musique hindoustanie tombe cependant en disgrâce parmi une partie des cercles intellectuels cinghalais, qui la jugent prédatrice des traditions musicales vernaculaires et indigènes de Ceylan. 

### Musique classique
La musique classique occidentale a été introduite par les Britanniques au XIXe siècle et son enseignement est assuré par les écoles publiques, produisant des talents tel le violoncelliste Rohan de Saram.

## Musique de tradition populaire
La musique populaire est basée sur les percussions et apparaît à l'occasion des festivals car elle est liée aux rituels bouddhistes, notamment le pirit, sorte d'exorcisme pratiqué couramment à l'aide de récitations de sûtras formant le mahâpirit, le grand chant.
La musique dramatique liée aux formes théâtrales masquées du kolam et du noorthy est assez simple, basée sur quelques notes ; celle du théâtre populaire nadagam (mimé, dansé, narré, chanté) est à peine plus développée mais inclut divers instruments. Elles ne sont que des imitations apparues au XIXe siècle de genres indiens plus anciens influencés par l'apport portugais. Les cantigas do ceilão sont des ballades accompagnées à la guitare chantées à l'occasion des événements de la vie. Enfin, on retrouve[style à revoir] aussi des musiques accompagnant les danses srilankaises tels le kandyan, le low country, le sabaragamuwa, le bharata natyam et le kafrinh].

## Musique populaire
Outre les formes de théâtre tels le kolam, le sokari ou le nadagam qui sont encore très en vogue, c'est la filmi indienne de Kollywood en tamoul qui est très largement diffusée dans les couches populaires. Quelques artistes srilankais tels Ananda Samarakone ou Sunil Shantha y travaillent régulièrement, mélangeant divers styles.
La musique créole, héritage portugais, est assez répandue surtout parmi les Cafres (de kaffir) et les Burgher qui jouent des manhas (de marchinhas) et des bailas (du portugais bailar, « danser ») dont la kaffrinha (ou cafrinhgai) et la chicotte (ou chikothi) sont des variantes. Elle a été réactualisée par Wally Bastien dans les années 1960 avec des instruments modernes (violon, bongo, mandoline, guitare et piano). Il en existe des variantes récentes : chorus baila et wâda baila.
Par ailleurs, de nombreux groupes tels The Moonstones, The Golden Chimes, Los Cabelleros, La Bambas, Humming Birds et Los Muchachos jouent du calypso s'inspirant du chanteur caraïbéen Harry Belafonte.
Récemment[Quand ?] de nombreux groupes de pop ou RnB tel Bathiya and Santhush émergent aussi. 

## Instruments traditionnels

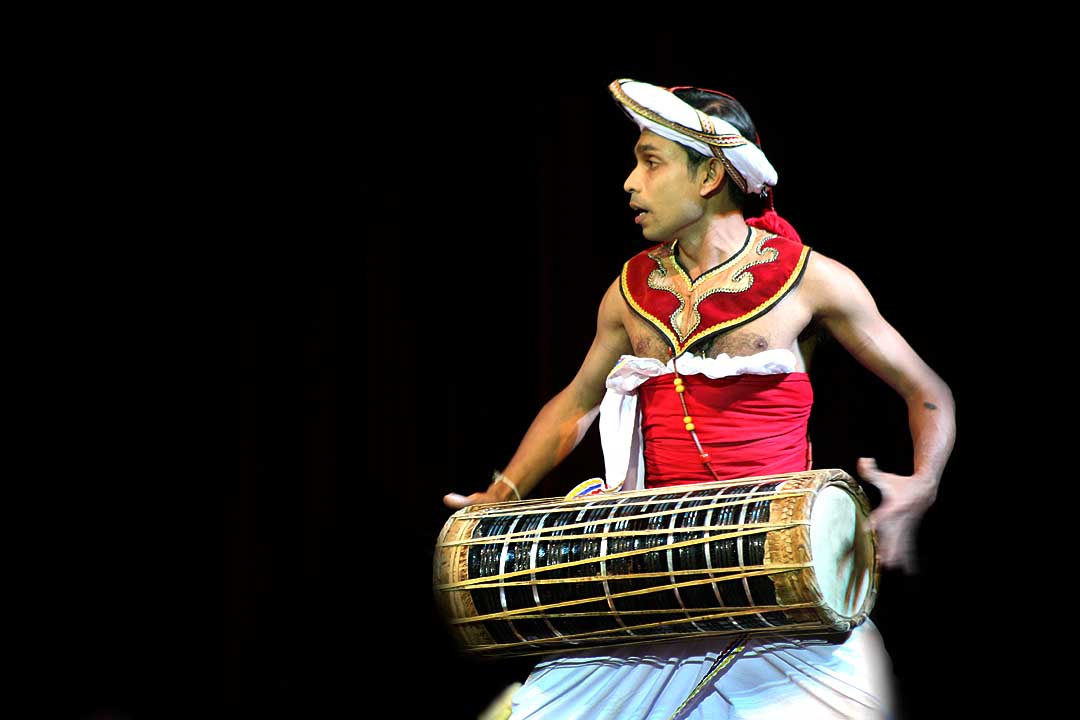
Percussionniste.

Les instruments à vent comprennent : kombu, harmonium, horanâva, et venu. Les instruments à cordes comprennent : guitare, sitar, mandoline, ukulélé, et violon. Les percussions comprennent : bench răbāna, tabla, bongo, daŭla, dhōlki, gaŭla, gáta béra, hand răbāna, pantêruva, tâlampota, thammáttama, udákki, et yak béra.

## Galerie

Cérémonie rituelle quotidienne (Thevava) au Temple de la Dent de Kandy
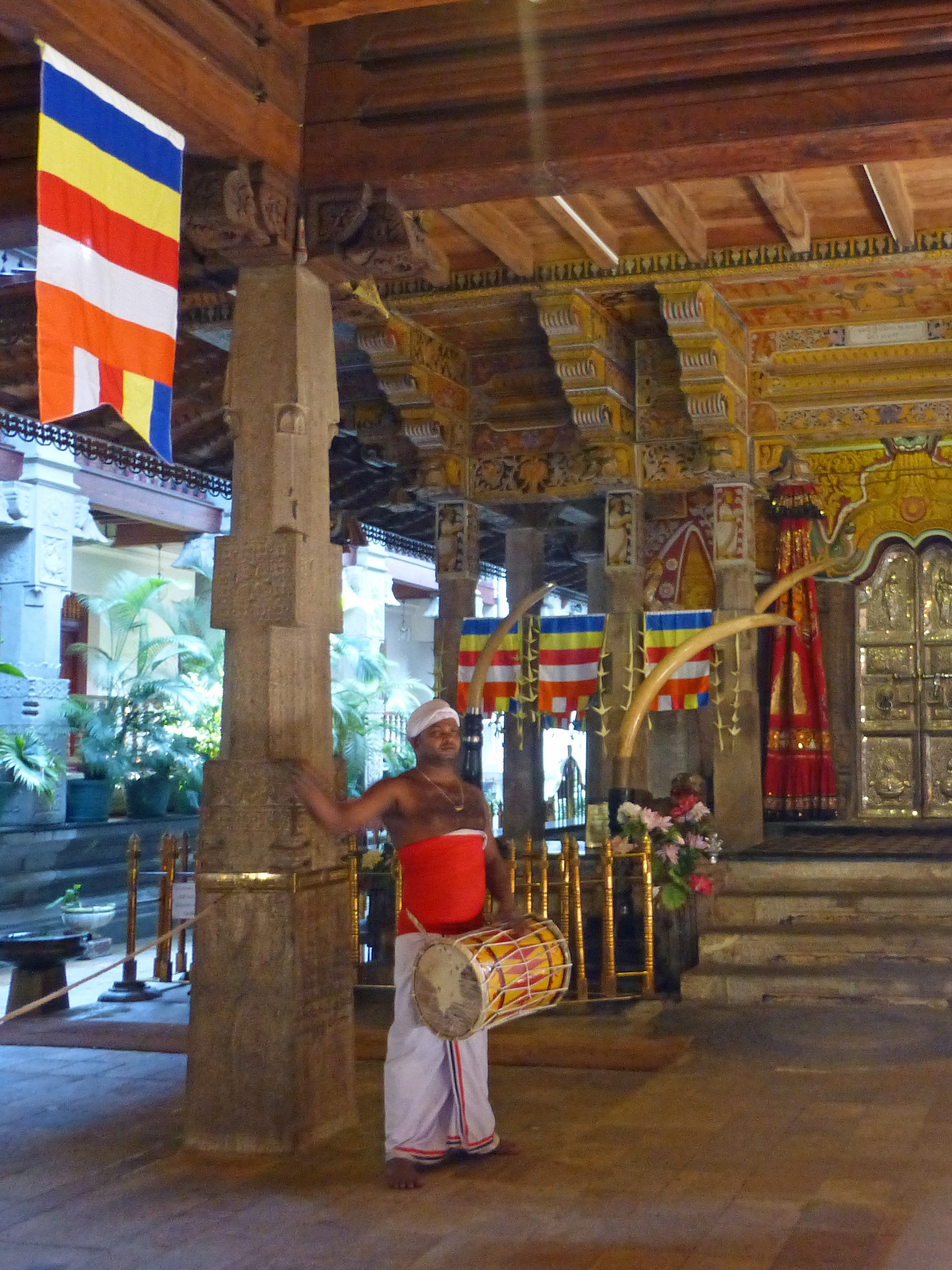
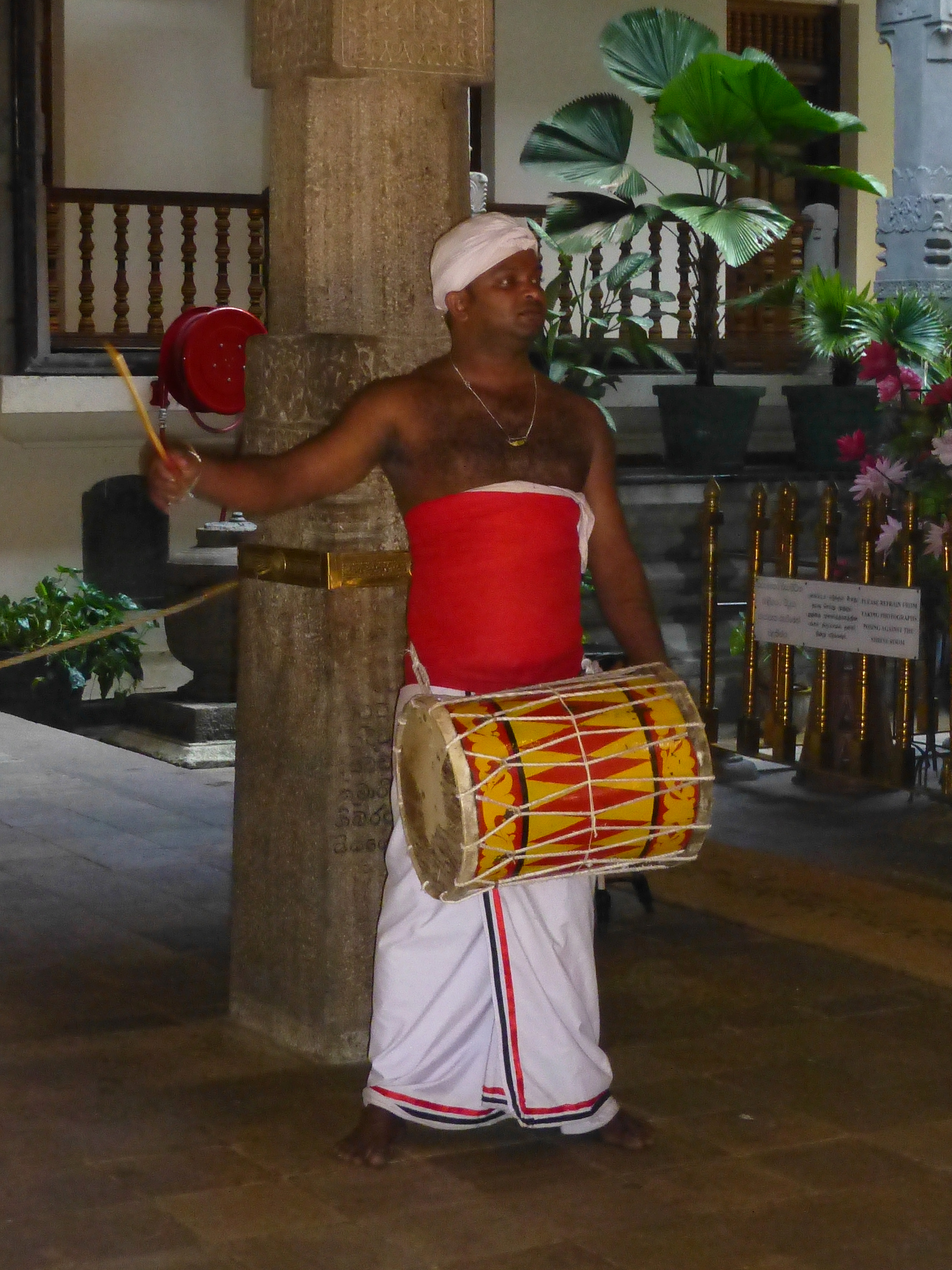
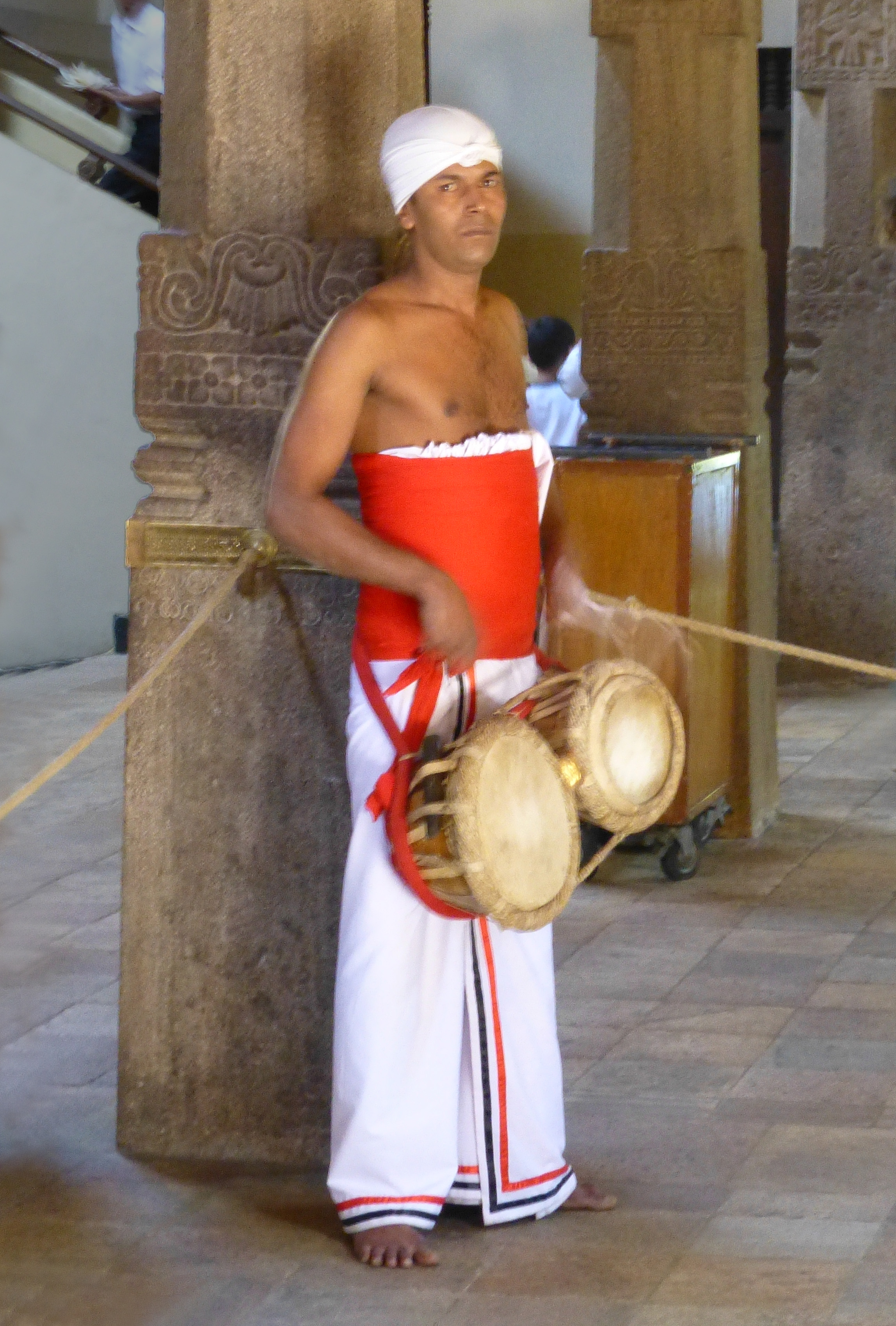
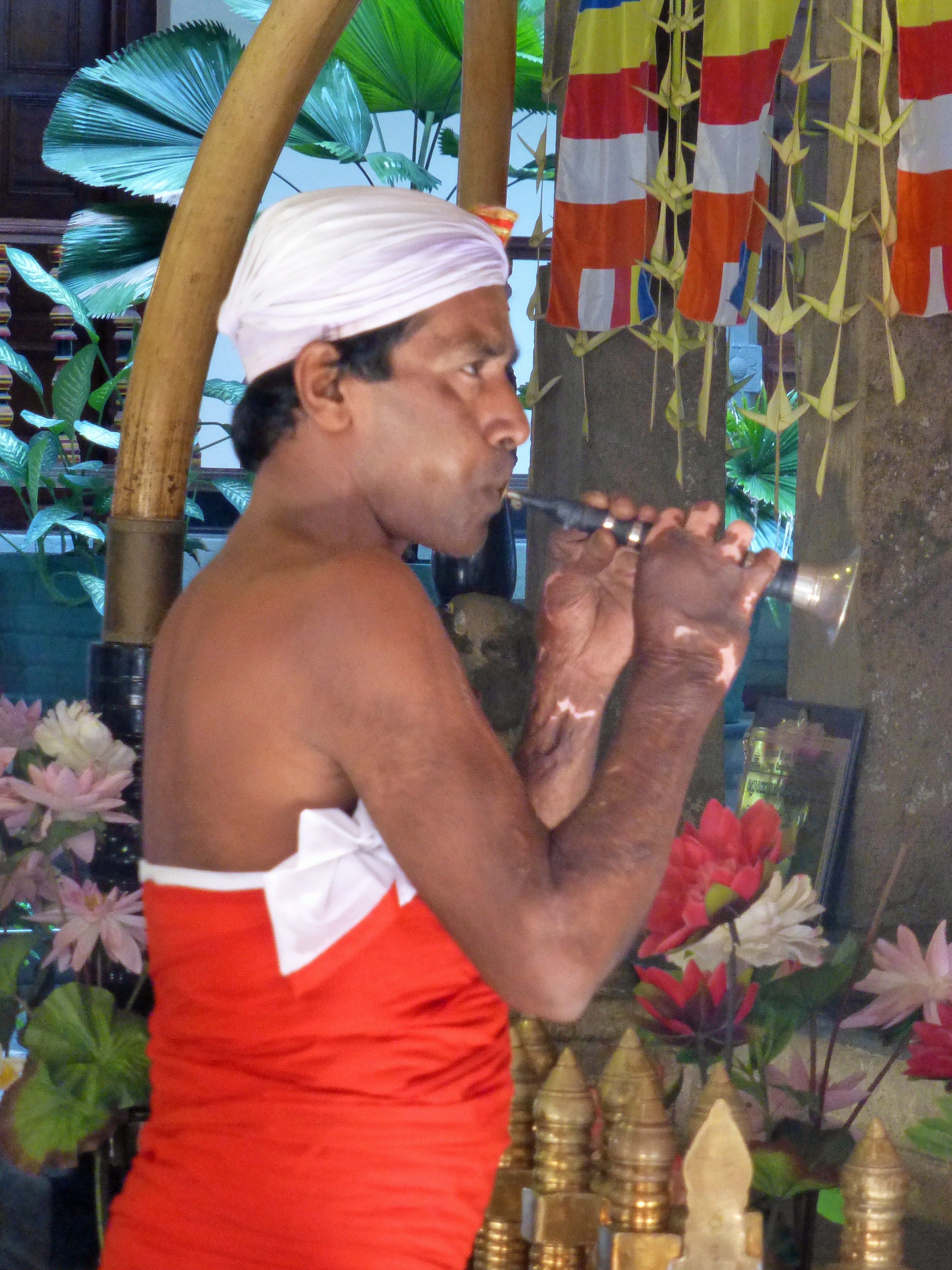

### Sources
- Roselyne de Villanova, Geneviève Vermes, François Laplantine, Le Métissage interculturel : créativité dans les relations inégalitaires, Centro cultural Calouste Gulbenkian, L'Harmattan, 2005.  (ISBN 2747593398)
- (en) Musiques srilankaises